# Pouteria palmeri
Pouteria palmeri là một loài thực vật có hoa trong họ Hồng xiêm. Loài này được Fernald miêu tả khoa học đầu tiên.